# Vuger Selo
Vuger Selo is een plaats in de gemeente Zagreb in de Kroatische provincie Stad Zagreb. De plaats telt 221 inwoners (2001).